# Bummer und Lazarus

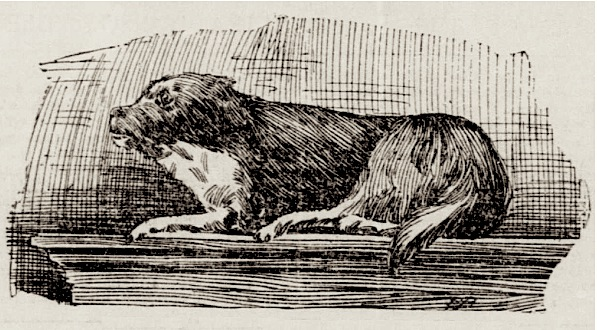
Bummer

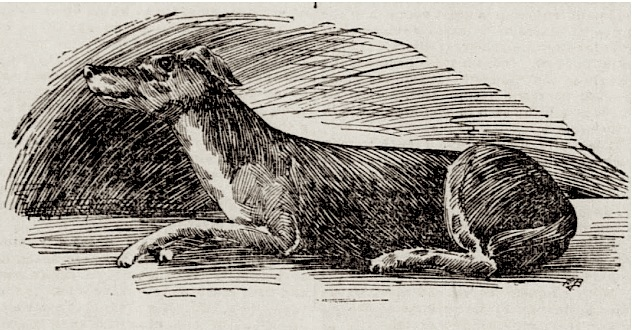
Lazarus

Bummer und Lazarus waren zwei herumstreunende Hunde, die während der 1860er-Jahre in San Francisco lebten. Aufgrund ihrer beiderseitigen Anhänglichkeit sowie ihrer außergewöhnlichen Fähigkeiten bei der Rattenjagd erlangten sie schnell allgemeine öffentliche Bekanntheit. Heute sind sie Bestandteil der Kulturgeschichte Kaliforniens.

## Leben

### Vorgeschichte
Bummer („Rumtreiber“) war ein Neufundländermischling, der ab 1860 im Umfeld von Martin & Horton's Saloon in der Montgomery Street (Financial District), einem beliebten Journalistentreff, lebte und schnell als Rattenkiller bekannt wurde. Diese Fähigkeit bewahrte ihn vor dem Schicksal seines Vorgängers in diesem Territorium, Bruno, der mit Strychnin vergiftet worden war. Zeitungsartikeln der 1890er-Jahre zufolge wurde Bummer vom Journalisten Ned Knight von einem Aufenthalt in Petaluma nach San Francisco mitgebracht. Auch der Name „Bummer“ soll von ihm stammen. So war Bummer bereits seit seiner Ankunft den meisten Journalisten San Franciscos bekannt. Nach ein paar Tagen soll der Hund aber die Freiheit den Kneipenbesuchen mit seinem Herrchen vorgezogen haben. 1861 rettete Bummer eine Promenadenmischung, die von einem größeren Hund angegriffen und am Bein schwer verletzt worden war. Der Überlieferung nach teilte Bummer sein Essen mit dem Tier und wärmte es in der Nacht, sodass sich der Hund schnell von seinen Verletzungen erholte und daher den Namen Lazarus erhielt. Von da an begleitete Lazarus Bummer ständig und erwies sich bald ebenfalls als exzellenter Rattenjäger. Einmal sollen die beiden in nur zwanzig Minuten 85 Ratten erlegt haben.

### „Karriere“

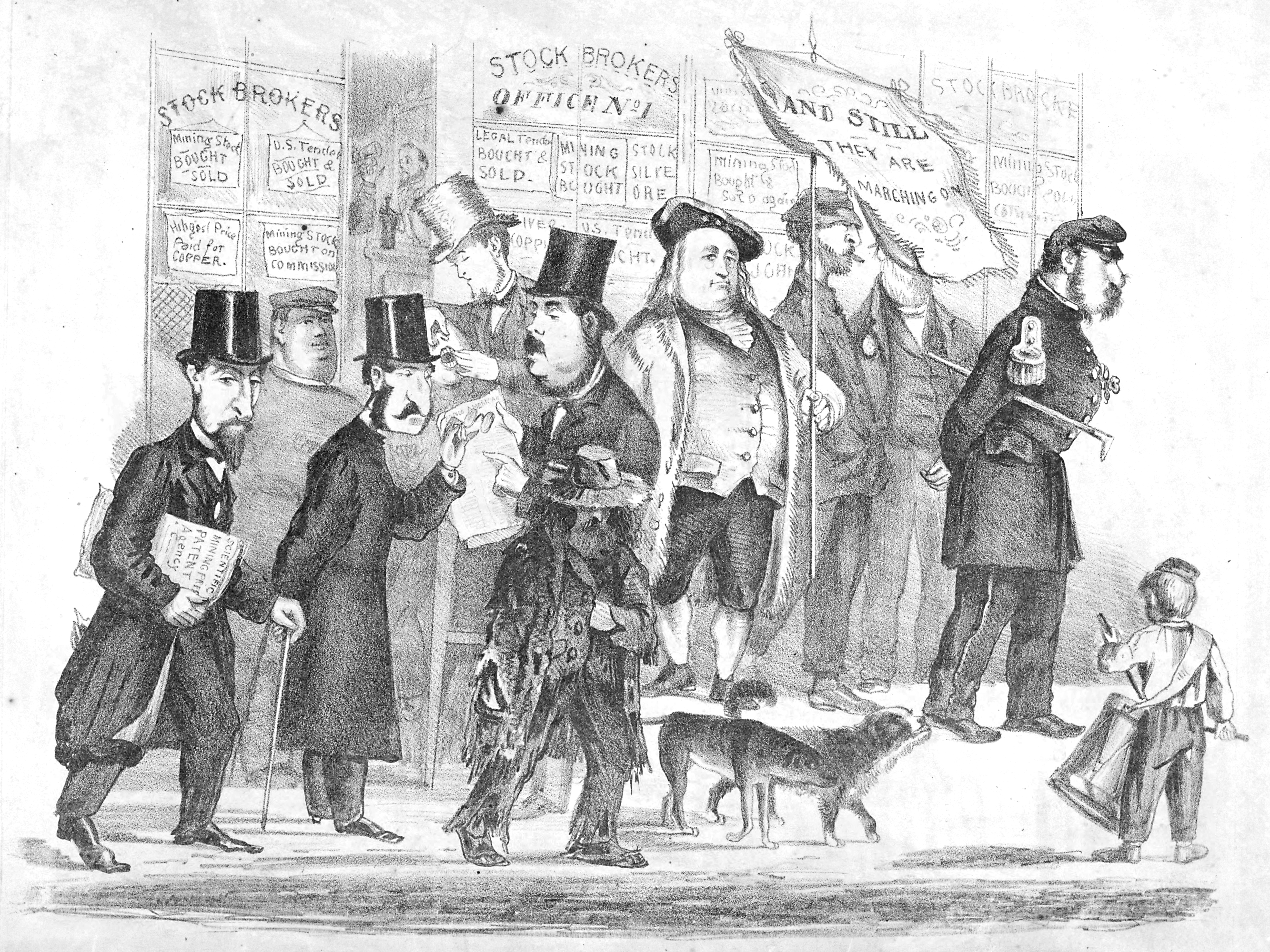
San Francisco-„Originale“, darunter Bummer und Lazarus

Die örtliche Presse wurde schnell auf das Pärchen aufmerksam und berichtete regelmäßig über die Aktivitäten der beiden Tiere. Bummer wurde dabei meist als „Gentleman“ mit beinahe tragischem Hintergrund dargestellt – vom Glück verlassen, aber hoffnungsvoll in die Zukunft blickend; Lazarus dagegen wurde die Rolle des verschlagenen und unzuverlässigen Freundes zugeteilt, der im Zweifelsfall nur an sich selbst denkt. Diese vermenschlichte Rollenzuweisung schien sich zu bestätigen, als Bummer einige Monate später durch einen Schuss ins Bein verletzt wurde und Lazarus ihn daraufhin mit einem anderen Hund verließ. Dass Lazarus nach Bummers Genesung zu ihm zurückkehrte, änderte nichts an dieser Einschätzung.
Im Sommer 1861 halfen die Hunde einem Polizeibeamten bei der Festnahme eines gewalttätigen Schlägers. Ende Juni 1862 berichteten die Zeitungen, die beiden Hunde hätten ein durchgegangenes Pferd gestoppt.
Entgegen ihrer öffentlichen Reputation konnten die beiden Hunde aber durchaus auch aggressiv auftreten. Bummer galt einer frühen Darstellung nach als Schafskiller und war in zahlreiche Beißereien mit anderen Hunden verwickelt, bei denen ihn Lazarus unterstützte. Beide waren auch dafür bekannt, unbemerkt in örtliche Geschäfte einzudringen, diese auf der Suche nach Fressbarem oder einem Schlafplatz zu verwüsten und sich bei Entdeckung heftig zur Wehr zu setzen. Im Juni 1862 wurde Lazarus von einem neu eingestellten Hundefänger aufgegriffen, woraufhin eine aufgebrachte Menschenmenge seine Freilassung forderte. Die Stadtverwaltung kam dieser Forderung nach und erklärte öffentlich, Bummer und Lazarus seien von nun an von der städtischen Verordnung zur Bekämpfung herumstreunender Hunde befreit.

### Kaiser Norton I.

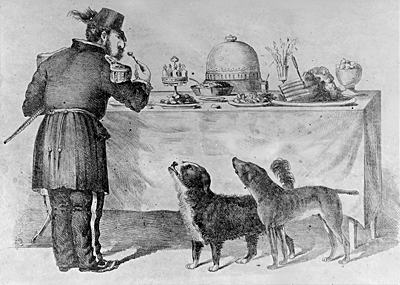
„Three Bummers“

In der Erinnerung werden Bummer und Lazarus mit einem weiteren Original von San Francisco, dem selbsternannten „Kaiser der Vereinigten Staaten“ Joshua Norton in Verbindung gebracht, dem sie stets gefolgt seien. So schrieb der Magazinautor Samuel Dickson 1947:
„Bummer, Lazarus und Kaiser Norton waren unzertrennlich. Bei jeder Theaterpremiere waren in der ersten Reihe der Loge drei Sitze für den Kaiser und seine Hunde reserviert, natürlich kostenlos.“
Dafür gibt es allerdings keinen zeitgenössischen Beweis. Basis dieser Legende ist aller Wahrscheinlichkeit nach einer zeitgenössischen Zeichnung von Edward Jump mit dem Titel „Three Bummers“, das Norton, Bummer und Lazarus gemeinsam vor einem Buffet zeigt. Das Bild wurde damals öffentlich ausgestellt und allgemein bewundert. Norton selbst war von der Darstellung aber alles andere als angetan: Er sah darin „eine Verunglimpfung der kaiserlichen Würde“.

„Bis zum Jahre 1868 pflegte Norton immer in Begleitung von zwei Hunden mit Namen Lazarus und Bummer spazieren zu gehen, die er auch mit in die Restaurants nahm und dort mit den besten Bissen von der Speisetafel fütterte. Auf alten Bildern sieht man den Kaiser meistens an der Lunchtafel mit einem Stück heißen Bratens auf der Gabel, das er durch Daraufblasen abzukühlen sich bemüht, während Lazarus und Bummer ihn mit sehnsüchtigen Augen betrachten. Als in dem genannten Jahre die beiden unzertrennlichen Hunde bald nachein ander starben (es wird Lazarus nachgesagt, daß er dem todkranken Bummer Speisen aus den Restaurants ans Sterbelager brachte), veranstaltete ihr kaiserlicher Herr ihnen zu Ehren ein großartiges Leichenbegängnis, wobei viele zu Fuß und in Kutschen folgten. Von dem klugen Lazarus wurde das Fell ausgestopft und dem so restaurierten Köter ein hervorragender Platz auf einem Kuriositätenschrank in dem Speisehaus angewiesen, wo Kaiser Norton sein freies zweites Frühstück einzunehmen pflegte. Es war für den ‚Emperor‘ ein hartes Schicksal, fortan alleine durch die Straßen seiner Residenzstadt wandeln zu müssen, er betrachtete den Verlust jener seiner treuesten Gefährten als den härtesten Schicksalsschlag, der ihn während seiner langen Regierungszeit betroffen hat.“

### Der Tod von Lazarus

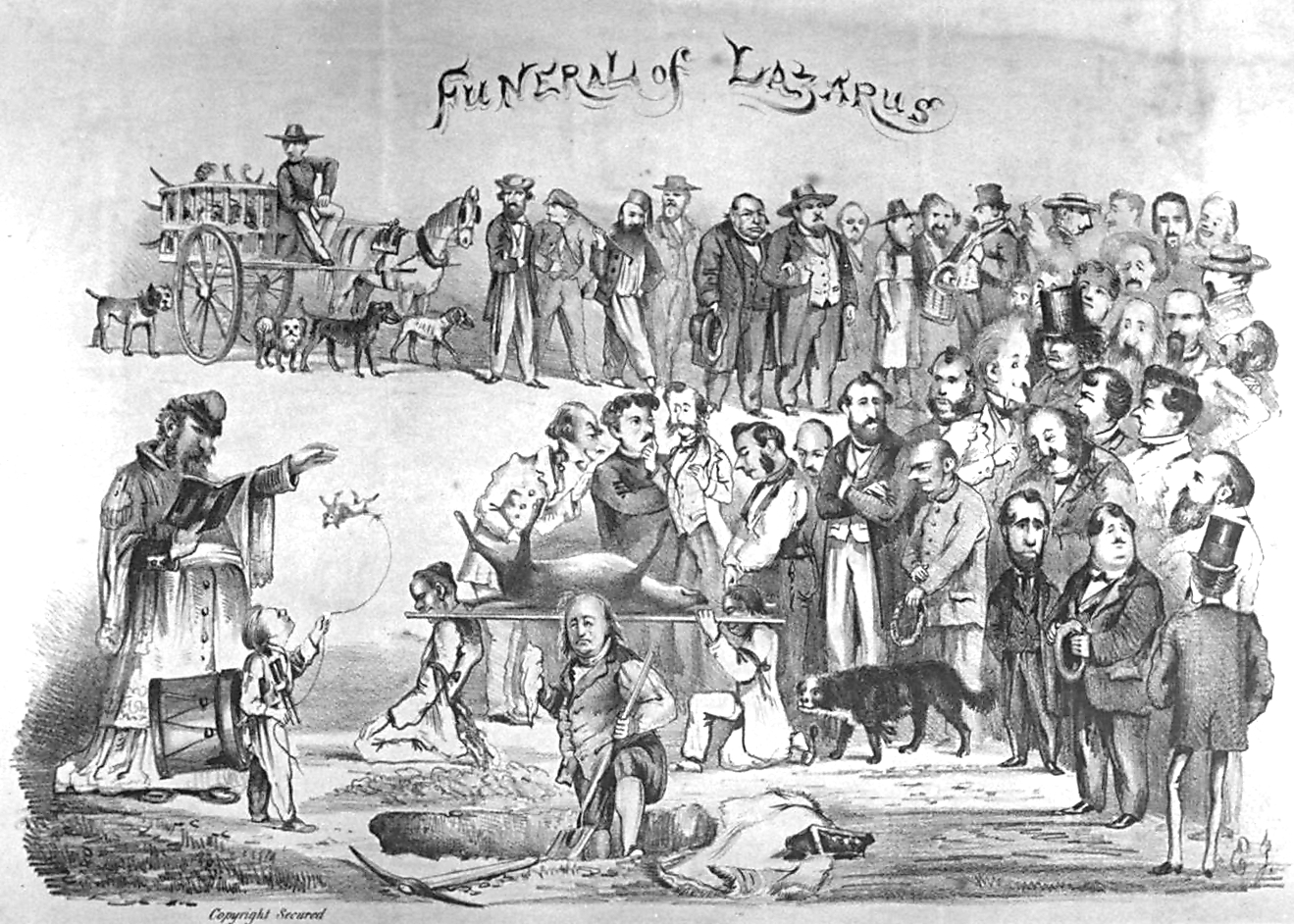
Lazarus’ Beerdigung

Älteren Darstellungen zufolge wurde Lazarus im Oktober 1863 vergiftet, nachdem er einen Jungen gebissen haben soll. Auch die von Bürgern San Franciscos ausgesetzte Belohnung von 50 US-Dollar (entspricht heute ungefähr 1.300 US-Dollar) führte nicht zur Ermittlung des Täters. Samuel Dickson dagegen berichtet, Lazarus sei von einem Wagen der Freiwilligen Feuerwehr überfahren worden. In der Zeitung Daily Evening Bulletin erschien unter dem Titel „Klagelied für Lazarus“ ein ausführlicher Nachruf, in dem es hieß: „Zwei Hunde mit nur einem Bellen, zwei Schwänze, die wie einer wackelten.“
Lazarus wurde ausgestopft und fand seinen Platz hinter dem Tresen in Martins Saloon. Die Legende, Lazarus sei von zahllosen Bürgern San Franciscos zu Grabe getragen und neben namhaften Größen der Stadt beerdigt worden, ist dagegen nachweisbar falsch. Aller Wahrscheinlichkeit beruht diese Vorstellung ebenfalls auf einer zeitgenössischen Zeichnung von Edward Jump mit dem Titel „Die Beerdigung von Lazarus“, auf der ein Leichenzug mit zahlreichen bekannten Persönlichkeiten San Franciscos abgebildet ist. Auf dem Bild hält Kaiser Norton die Leichenrede, während Frederick Coombs, der sich für die Reinkarnation von George Washington hielt und damit der erbitterte Rivale von Norton war, die Grube aushebt.

### Bummers Tod

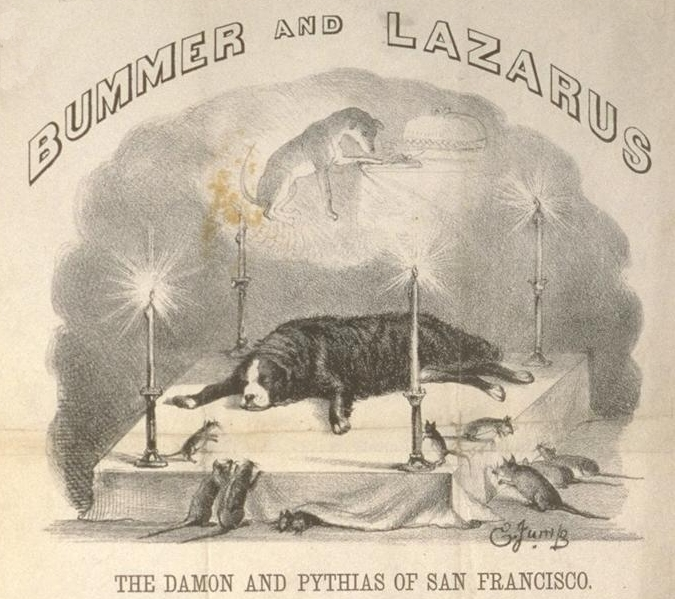
Der aufgebahrte Bummer

Bummer ging schnell eine neue Partnerschaft mit einem jungen Bullterrier ein, der Lazarus Jr. genannt wurde. Aber langsam geriet das alt gewordene Tier in Vergessenheit. Im Oktober 1865 erkrankte Bummer und sein geschwächter Körper schwoll stark an. Er starb nach einem Tritt durch einen Betrunkenen, der daraufhin verhaftet und wegen Tierquälerei zu einer Strafe von 25 US-Dollar (entspricht heute ungefähr 500 US-Dollar) verurteilt wurde. Die Zeitung Daily Alta California veröffentlichte eine „Elegie auf Bummer“: „Der noble Bummer schläft“. Auch Mark Twain verfasste unter dem Titel „Exit 'Bummer'“ einen Nachruf. Darin betont er, Bummer sei im Kreise seiner Freunde gestorben, die ihm „das Kissen aufschüttelten und den Todesschweiß von der Stirn wischten“. Twain war der Meinung, Bummer habe sich selbst überlebt, die Zeit sei über ihn hinweggegangen. „Er starb reich an Jahren und Ehrungen, voll mit Infekten und Insekten.“ Bummer wurde ebenfalls ausgestopft und fand seinen Platz zunächst neben Lazarus.

## Rezeption

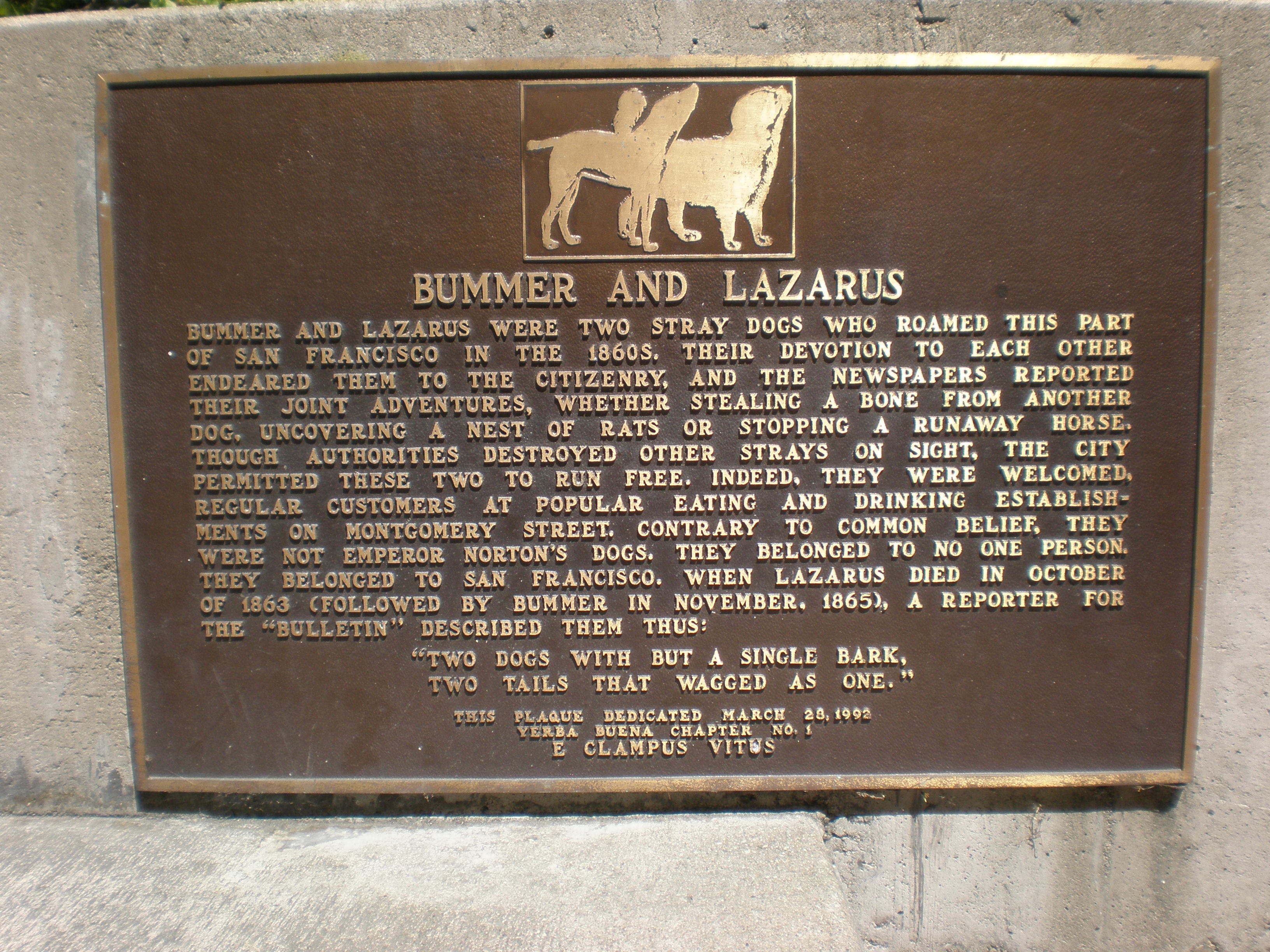
Gedenktafel

1906 wurden die beiden ausgestopften Hunde von einem privaten Sammler dem De Young Museum gestiftet und dort ausgestellt. Zwei Monate später wurde das Museum beim großen Erdbeben von 1906 schwer zerstört. 1910 wurden die Tierkörper vernichtet. 1992 wurde für die beiden Hunde in der Montgomery Street eine Gedenkplakette an der Transamerica Pyramid, dem höchsten Wolkenkratzer der Stadt, angebracht.
Auch künstlerisch wurde die Geschichte der beiden Herumtreiber verarbeitet, wobei die als exemplarisch gewertete Tierfreundschaft oder ihr legendenhaftes Verhältnis zu Kaiser Norton im Mittelpunkt stand. Bereits in den 1860er-Jahren wurden die Hunde im San Francisco-Metropolitan Theatre in der Burleske Life in San Francisco dargestellt. 1938 wurde innerhalb der Radioserie Death Valley Days die Folge Lazarus And Bummer gesendet. Im 1956 erschienenen Spielfilm In 80 Tagen um die Welt sieht man in einer San Francisco-Szene kurz Kaiser Norton, der von den beiden Hunden begleitet wird. 2007 hatte das Musical Emperor Norton, the Musical Premiere, in dem Bummer und Lazarus von zwei Schauspielern dargestellt werden.
Samuel White Baker veröffentlichte 1884 die Erzählung Bummer and His Poor Acquaintances. Die Autorin Grace Hibbard schrieb Anfang der 1890er-Jahre die Kurzgeschichte Bummer and Lazarus, die angeblich auch ins Deutsche übersetzt wurde. Eine Art Cameo-Auftritt hatten Bummer, Lazarus und Kaiser Norton in dem 1985 erstmals erschienenen Star-Trek-Roman Ishmael von Barbara Hambly (deutsch 1990). Die drei sind auch Figuren in bislang vier in der Jetztzeit spielenden Büchern von Christopher Moore, ebenso in Ellen Wights Roman Tales of the Express (New York 2008).